# Liste der tunesischen Außenminister

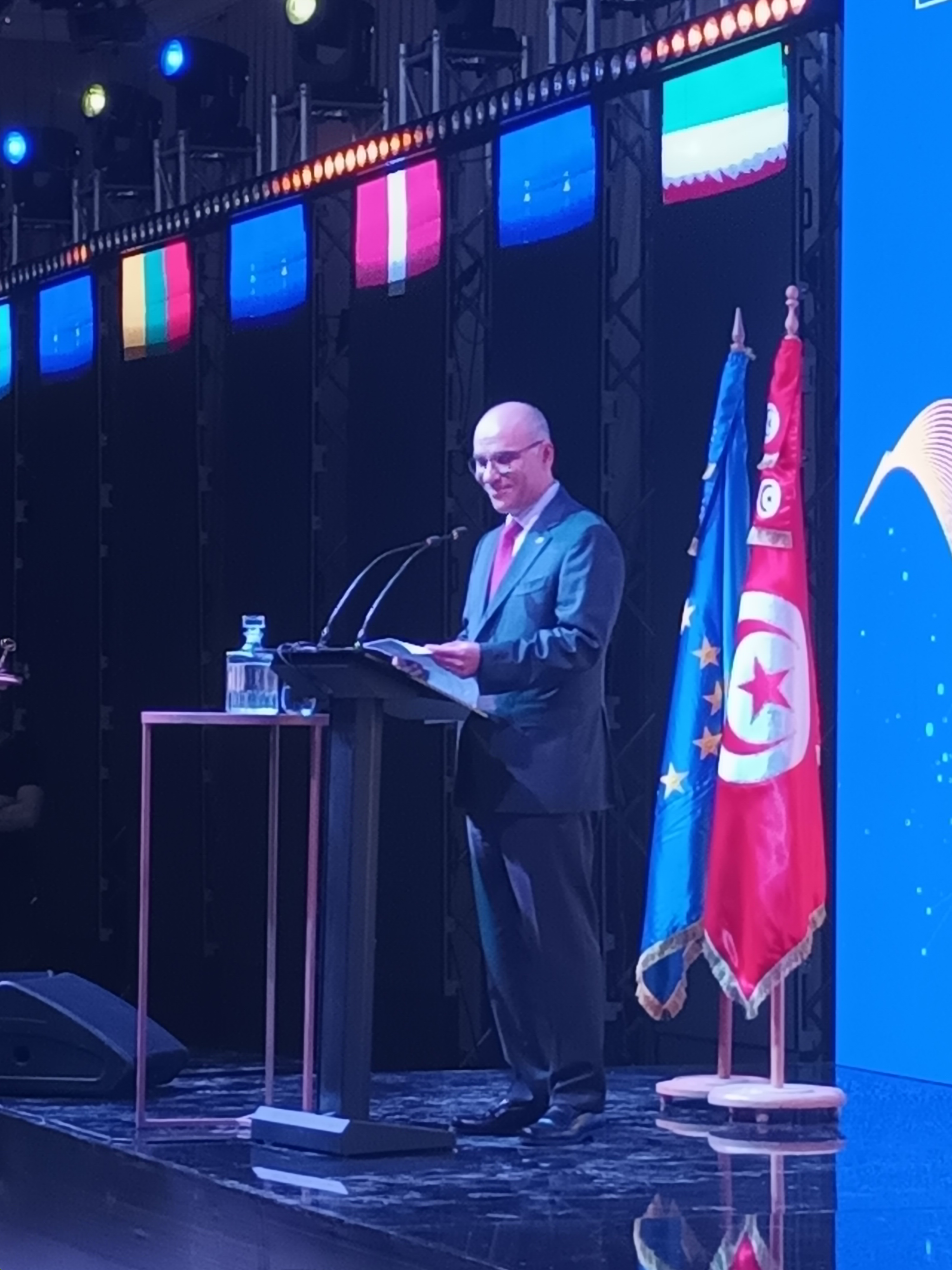
Nabil Ammar, derzeitiger Außenminister Tunesiens

Die Liste der tunesischen Außenminister umfasst die Außenminister Tunesiens seit der Unabhängigkeit 1956.

## Liste der Minister
| Beginn der Amtszeit | Ende der Amtszeit | Amtsinhaber                   | Lebensdaten |
| ------------------- | ----------------- | ----------------------------- | ----------- |
| 1956                | 1957              | Habib Bourguiba               | 1903–2000   |
| 1957                | 1962              | Sadok Mokaddem                | 1914–1993   |
| 1962                | 1964              | Mongi Slim                    | 1908–1969   |
| 1964                | 1970              | Habib Bourguiba Jr.           | 1927–2009   |
| 1970                | 1974              | Mohamed Masmoudi              | 1925–2016   |
| 1974                | 1977              | Habib Chatty                  | 1916–1991   |
| 1977                | 1980              | Mohamed Fitouri               | 1925–2006   |
| 1980                | 1981              | Hassan Belkhodja              | 1916–1981   |
| 1981                | 1986              | Béji Caïd Essebsi             | 1926–2019   |
| 1986                | 1987              | Hédi Mabrouk                  | 1921–2000   |
| 1987                | 1988              | Mahmoud Mestiri               | 1929–2006   |
| 1988                | 1990              | Abdelhamid Escheikh           | 1935–1999   |
| 1990                |                   | Ismail Khelil                 | 1932–2017   |
| 1990                | 1991              | Habib Boularès                | 1933–2014   |
| 1991                | 1997              | Habib Ben Yahia               | * 1938      |
| 1997                |                   | Abderrahim Zouari             | * 1944      |
| 1997                | 1999              | Saïd Ben Mustapha             | * 1938      |
| 1999                | 2004              | Habib Ben Yahia (2. Amtszeit) | * 1938      |
| 2004                | 2005              | Abdelbaki Hermassi            | * 1937      |
| 2005                | 2010              | Abdelwahab Abdallah           | * 1940      |
| 2010                | 2011              | Kamel Morjane                 | * 1948      |
| 2011                |                   | Ahmed Ounaïes                 | * 1936      |
| 2011                |                   | Mouldi Kefi                   | * 1946      |
| 2011                | 2013              | Rafik Abdessalem              | * 1968      |
| 2013                | 2014              | Othman Jerandi                | * 1951      |
| 2014                | 2015              | Mongi Hamdi                   | * 1959      |
| 2015                | 2016              | Taieb Baccouche               | * 1944      |
| 2016                | 2019              | Khemaies Jhinaoui             | * 1954      |
| 2019                | 2020              | Sabri Bachtobji               | * 1963      |
| 2020                |                   | Noureddine Erray              | * 1970      |
| 2020                | 2020              | Selma Ennaifer                | * 1977      |
| 2020                | 2023              | Othman Jerandi (2. Amtszeit)  | * 1951      |
| 2023                | amtierend         | Nabil Ammar                   | * 1965      |

## Weblink
- Tunisia: Foreign Ministers (rulers.org)